# 松の実
| 項目                     | 分量（g） |
| ------------------------ | --------- |
| 脂肪                     | 68.37     |
| 飽和脂肪酸               | 4.899     |
| 一価不飽和脂肪酸         | 18.764    |
| 16:1（パルミトレイン酸） | 0.017     |
| 18:1（オレイン酸）       | 17.947    |
| 多価不飽和脂肪酸         | 34.071    |
| 18:2（リノール酸）       | 33.15     |
| 18:3（α-リノレン酸）     | 0.112     |

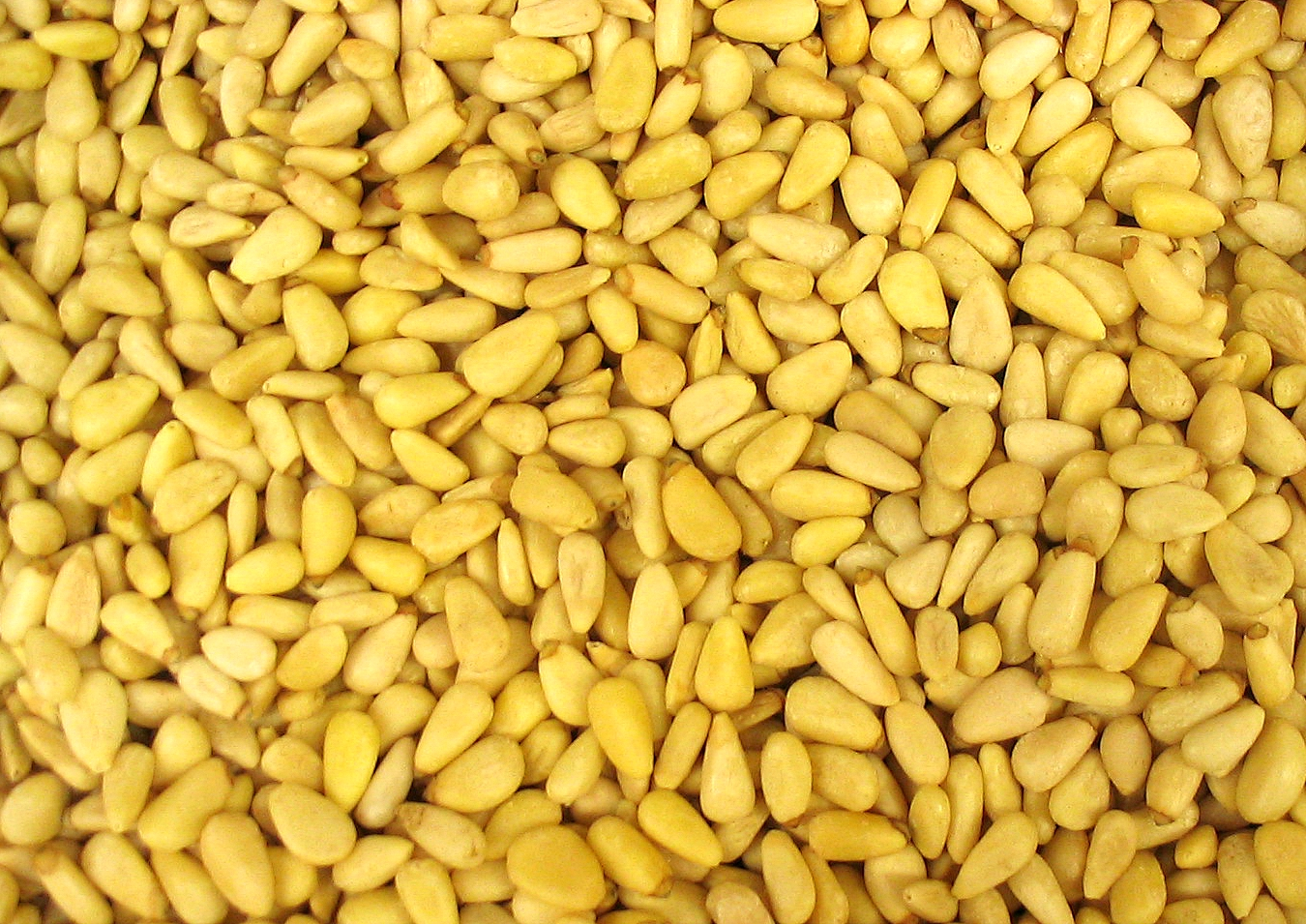
松の実

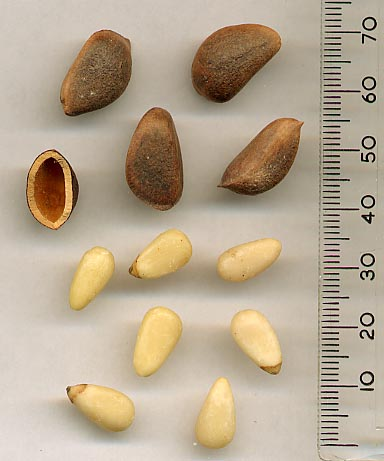
チョウセンゴヨウの種子と殻、食用とする胚乳

松の実（まつのみ、英語: pine nut、イタリア語: pinoli）は、マツ科マツ属の植物の種子の胚乳（雌性配偶体）の部分で、食用になる。

## 概要
世界では20種ほどの種が、食用に充分な大きさの種子をつけ、食用に適する。日本人にとって身近なクロマツやアカマツの種子は、翼を有して風によって分散することもあって比較的小さく、食用にはあまり向かない。しかし、マツ科の植物の中には種子に翼がなく、リスやネズミ、カラス類のような貯食行動を示す種子食動物に種子を提供し、食べ残されたものが親木から遠く離れた場所で発芽するという種子散布様式を持つものがあり、これらは比較的大きな種子を形成する。このような大型種子を形成するマツ類の種子は古くから人類の食料としても利用されており、その食文化もアジア東北部、ヨーロッパ、中東（東地中海地方）、北米大陸など世界各地に広がりを持つ。現代日本では、朝鮮半島の朝鮮料理や、ヨーロッパのイタリア料理における松の実利用が、比較的身近である。松の球果、つまりいわゆる松ぼっくり（松笠）を構成する鱗片を剥いて取り出したあと、煎ったり、揚げたりして加熱し、そのまま食用にしたり、料理に加えて食べる。
木材部分は建築、パルプなどに用いたり、庭園木、盆栽にする。種子の部分が可食であり、その部分のみが「松の実」として利用される。また、松の実は海松子と呼ばれ漢方薬に利用されることもあり、韓国では葉も利用するようである。

## 種類
食用に使われる松の種類には主に下記がある。
- イタリアカサマツ（イタリア笠松、Pinus pinea） - ヨーロッパで古来より利用されている。
- チョウセンゴヨウ（朝鮮五葉、Pinus koraiensis） - 朝鮮半島や中国東北部で、松の実の採取のために栽培されている。
- シベリアマツ（シベリア笠松、Pinus sibirica） - シベリアからモンゴルにかけて自生している。モンゴルではサマルと呼ばれ広く食されている。ロシアのバイカル湖周辺の街ではお土産としても有名。
- チルゴザマツ（仮称）（チルゴザ松、Pinus gerardiana） - ヒマラヤ西部の高山地帯。かなり大きな実ができる。チルゴザは現地での実の呼び名。
- ピニョンマツ（ピニョン松、Pinus edulis） - 北米南西部。インディアンも食用にしていたことからインディアンの実の別名がある。殻付きのまま煎ったものが売られている。
- アメリカヒトツバマツ（アメリカ一葉松、Pinus monophylla） - 北米。
- メキシコマツ（メキシコ松、Pinus cembroides） - メキシコ。

## 栄養
松の実はタンパク質を100g中14g程度と豊富に含み、特に油脂が豊富である。油脂の成分としてオレイン酸、リノール酸などの不飽和脂肪酸が多い。また、ピノレン酸 (Pinolenic acid) という特殊な成分を含む。灰分ではマグネシウムや亜鉛が豊富という特徴がある。

## 薬効
漢方薬としては、「海松子」（かいしょうし）、「松子仁」（しょうしにん、しょうしじん）、「松子」（しょうし）などと呼び、体を温める性質があり、気を補い、肌を潤し、咳を鎮め、内臓機能を調節し、脳を活性化するとしている。このため、高齢者や虚弱体質の人に薬膳として食べることを勧める場合がある。